# Porte d'Ivry (metrostation)
Porte d'Ivry is een station van de metro in Parijs langs metrolijn 7 en tramlijn 3a, in het 13de arrondissement.

## Geschiedenis
Het station is geopend op 26 april 1931 na de verlenging van metrolijn 7 van Porte de Choisy naar Porte d'Ivry.
Op 16 december 2006 werd het station ook een halte van tramlijn 3.

## Ligging

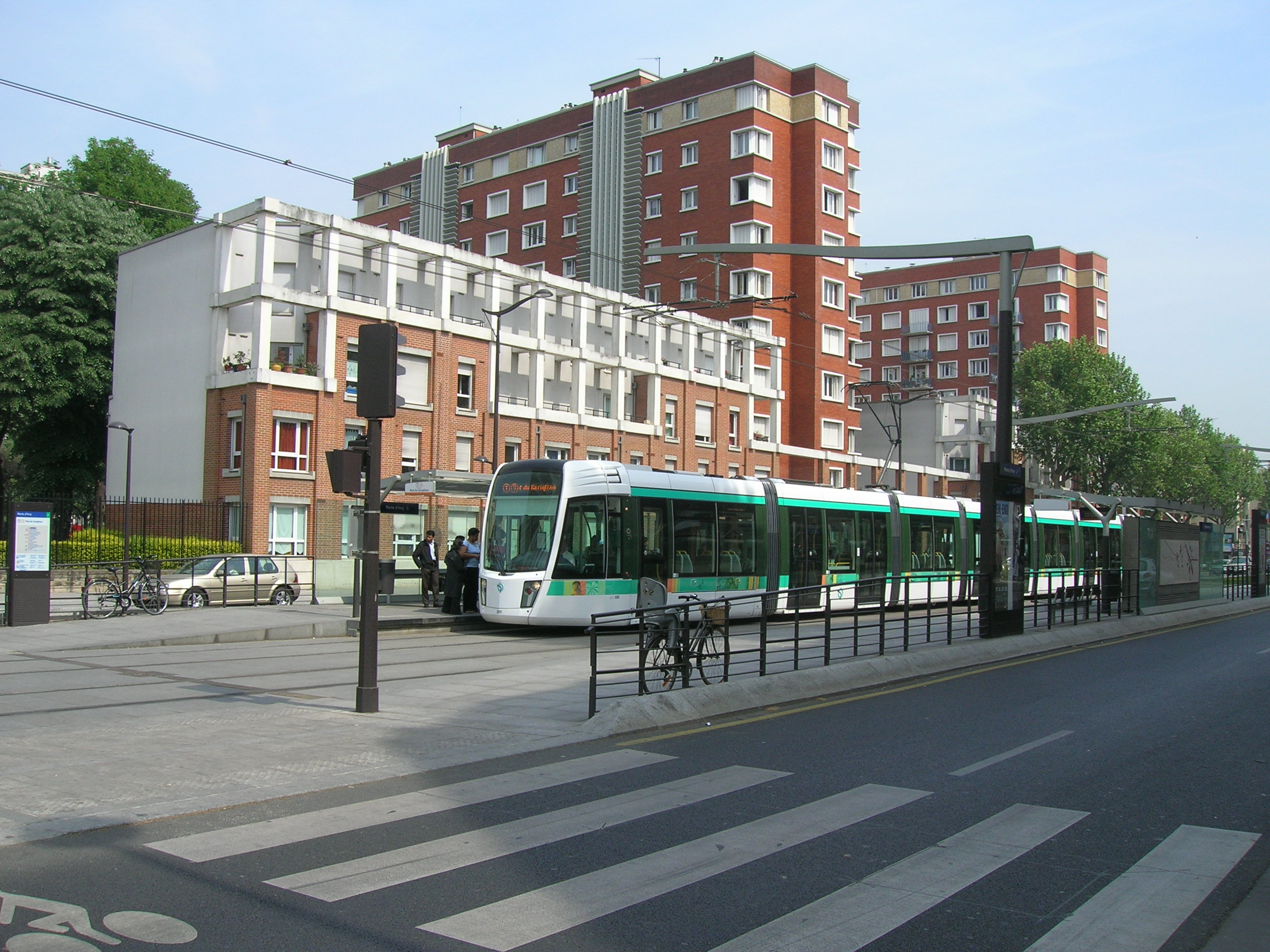
De halte van tramlijn 3a.

### Metrostation
Het metrostation ligt onder de Avenue de la Porte d'Ivry, vlak ten zuiden van de kruising met de Boulevard Masséna en net ten noorden van de oude stadspoort Porte de Choisy.

### Tramhalte
De tramhalte ligt op de Boulevard Masséna, ten oosten van de kruising met de Avenue de la Porte d'Ivry.

## Aansluitingen
- RATP-busnetwerk: twee lijnen
- Noctilien: een lijn

La Courneuve - 8 Mai 1945 · 
Fort d'Aubervilliers · 
Aubervilliers - Pantin - Quatre Chemins · 
Porte de la Villette · 
Corentin Cariou · 
Crimée · 
Riquet · 
Stalingrad · 
Louis Blanc · 
Château-Landon · 
Gare de l'Est · 
Poissonnière · 
Cadet · 
Le Peletier · 
Chaussée d'Antin - La Fayette · 
Opéra · 
Pyramides · 
Palais Royal - Musée du Louvre · 
Pont Neuf · 
Châtelet · 
Pont Marie · 
Sully - Morland · 
Jussieu · 
Place Monge · 
Censier - Daubenton · 
Les Gobelins · 
Place d'Italie · 
Tolbiac · 
Maison Blanche

Zuidelijke tak: Le Kremlin-Bicêtre · 
Villejuif - Léo Lagrange · 
Villejuif - Paul Vaillant-Couturier · 
Villejuif - Louis Aragon

Zuidoostelijke tak: Porte d'Italie · 
Porte de Choisy · 
Porte d'Ivry · 
Pierre et Marie Curie · 
Mairie d'Ivry